# Wilhelmstraße 2 (Niederbrechen)

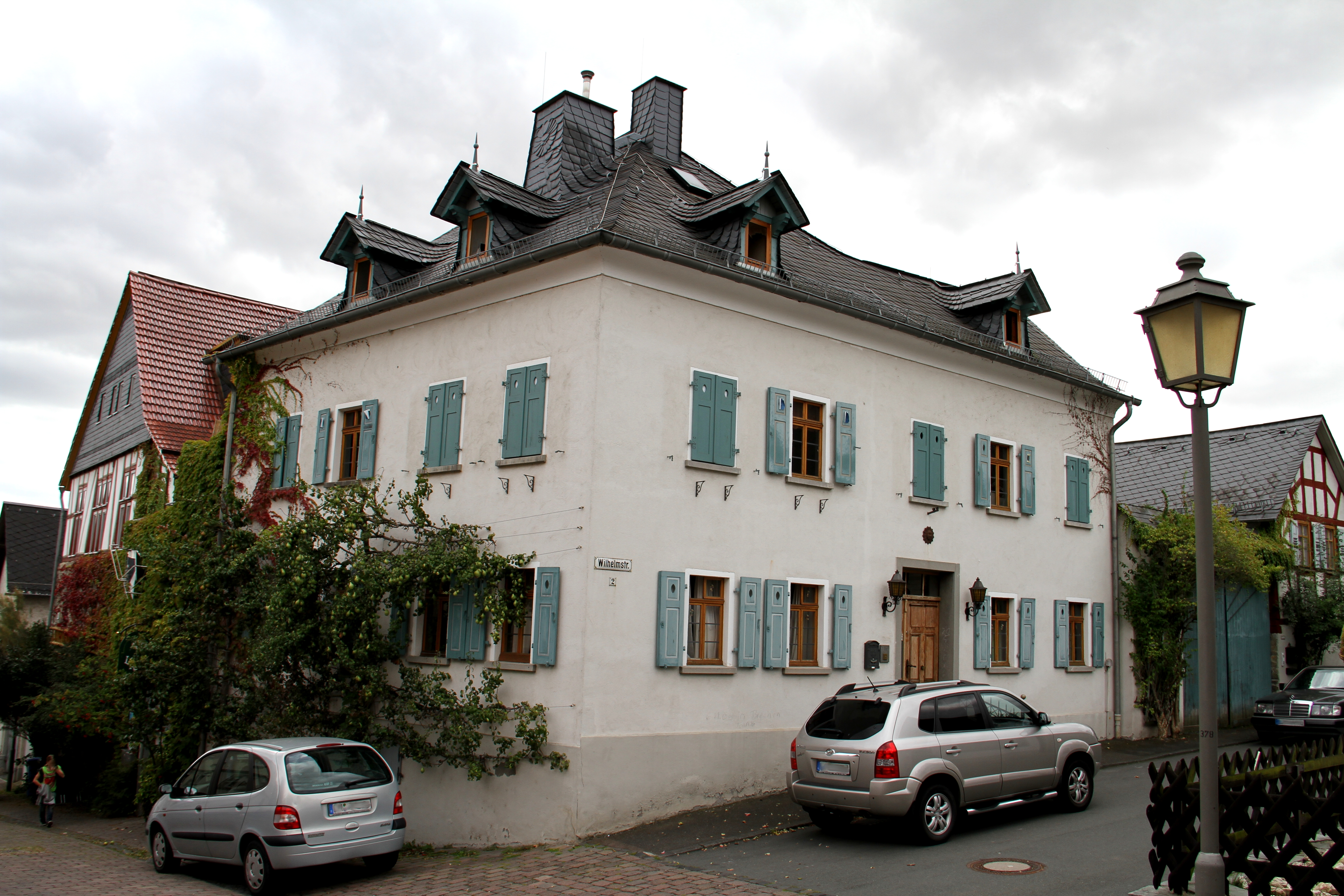
Gebäude Wilhelmstraße 2 in Niederbrechen

Das Gebäude Wilhelmstraße 2 in Niederbrechen, einem Ortsteil der Gemeinde Brechen im mittelhessischen Landkreis Limburg-Weilburg, wurde Mitte des 19. Jahrhunderts errichtet. Das Wohnhaus ist ein geschütztes Kulturdenkmal.
Das zweigeschossige Wohnhaus einer ehemaligen Hofanlage mit Scheune und Stall hat vier zu fünf Fensterachsen. Die Ecklage kommt in der einheitlichen Fassadengestaltung und dem klassizistischen Walmdach zum Ausdruck.
Im Inneren sind biedermeierliche und gründerzeitliche Ausstattungsteile vorhanden. Dazu gehört auch eine Branntwein-Destillationsanlage, die von technikgeschichtlichem Interesse ist.